# Asplanchna herricki
Asplanchna herricki is een raderdiertjessoort uit de familie Asplanchnidae. De wetenschappelijke naam van deze soort werd in 1888 gepubliceerd door  Jules de Guerne.